# Böğrüdelik, Yunak
Böğrüdelik là một xã thuộc huyện Yunak, tỉnh Konya, Thổ Nhĩ Kỳ. Dân số thời điểm năm 2011 là 403 người.